# Скукани
Скукани је насељено место у Карловачкој жупанији у Хрватској. Административно припада општини Генералски Стол.

## Становништво
Према попису становништва из 2001. године, насеље је имало 62 становника у 19 породичних домаћинстава.
Кретање броја становника по пописима 1857—2001.
| година пописа  | 1857. | 1869. | 1880. | 1890. | 1900. | 1910. | 1921. | 1931. | 1948. | 1953. | 1961. | 1971. | 1981. | 1991. | 2001. |
| бр. становника | 153   | 140   | 143   | 128   | 121   | 267   | 277   | 117   | 116   | 110   | 120   | 96    | 77    | 77    | 62    |

- Напомена

У 1910. и 1921. садржи податке за насеље Горинци